# Acetylbromid
Acetylbromid ist eine chemische Verbindung aus der Gruppe der Carbonsäurebromide.

## Gewinnung und Darstellung
Acetylbromid kann durch Reaktion von Phosphortribromid und Essigsäure hergestellt werden:
{\displaystyle \mathrm {3\ CH_{3}COOH+PBr_{3}\longrightarrow 3\ CH_{3}COBr+H_{3}PO_{3}} }

## Eigenschaften
Acetylbromid ist eine leicht flüchtige, farblose bis gelbliche, an der Luft rauchende Flüssigkeit mit stechendem Geruch. Bei Erhitzung oder Kontakt mit Wasser oder niederen Alkoholen zersetzt sie sich mit heftiger Reaktion, wobei Bromwasserstoff entsteht.

## Verwendung
Acetylbromid wird hauptsächlich als Acetylierungsmittel bei organischen Synthesen verwendet. Bei der Acetylbromid-Methode zum quantitativen Nachweis von Lignin wird Pflanzenmaterial mit Acetylbromid in Essigsäure umgesetzt. Das enthaltene Lignin wird im Sauren in Lösung gebracht, sodass es photometrisch bestimmt werden kann.

## Sicherheitshinweise
Die Dämpfe von Acetylbromid können mit Luft ein explosionsfähiges Gemisch (Flammpunkt 75 °C) bilden.